# Theo Blankenaauw
Theodorus Petrus "Theo" Blankenaauw (também Blankenauw; 5 de setembro de 1923 — 28 de agosto de 2011) foi um ciclista holandês, que participava em competições de ciclismo em pista. Se tornou profissional em 1949 e permaneceu até o ano de 1951.
Competiu nos Jogos Olímpicos de Londres 1948 na corrida de 1 km contrarrelógio e os 4 km perseguição por equipes, terminando na décima segunda posição no contrarrelógio.